# Gyrophaena coniciventris
Gyrophaena coniciventris är en skalbaggsart som beskrevs av Thomas Casey 1906. Gyrophaena coniciventris ingår i släktet Gyrophaena och familjen kortvingar. Inga underarter finns listade i Catalogue of Life.